# Cuphea nitidula
Cuphea nitidula är en fackelblomsväxtart som beskrevs av Carl Sigismund Kunth. Cuphea nitidula ingår i släktet blossblommor, och familjen fackelblomsväxter. Inga underarter finns listade i Catalogue of Life.